# Thessalia theona
Thessalia theona är en fjärilsart som beskrevs av Ménétriés 1855. Thessalia theona ingår i släktet Thessalia och familjen praktfjärilar. Inga underarter finns listade i Catalogue of Life.